# Hormurus oyatabu
Espèce
Hormurus oyatabu est une espèce de scorpions de la famille des Hormuridae.

## Distribution
Cette espèce est endémique de l'archipel d'Entrecasteaux dans la province de Baie Milne en Papouasie-Nouvelle-Guinée. Elle se rencontre sur Fergusson sur l'Oya Tabu (ou mont Kilkerran).

## Description
Le mâle holotype mesure 47,00 mm, les mâles mesurent de 42,00 à 47,00 mm et les femelles de 39,00 à 48,00 mm.

## Systématique et taxinomie
Cette espèce a été décrite par Monod et Prendini en 2023.

## Étymologie
Son nom d'espèce lui a été donné en référence au lieu de sa découverte, l'Oya Tabu.

## Publication originale
- Monod, Lehmann-Graber, Austin, Iova & Prendini, 2023 : « Atlas of Australasian hormurid scorpions. I. The genus Hormurus Thorell, 1876 in Papua New Guinea. Exceptional morphological diversity in male and female copulatory structures suggests genital coevolution. » Revue Suisse de Zoologie, vol. 130, Suppl., p. 1-243 (texte intégral).